# Сааведра де Сангронис, Франсиско
Франсиско Сааведра де Сангронис (4 октября 1746, Севилья — 25 ноября 1819, Севилья) — испанский чиновник правительства и военный, чья работа на Кубе во время Войны за независимость США заложили основы поражения британских войск во Флориде и в Йорктауне.

## Начало карьеры
Франсиско Сааведра родился в Севилье, Испания, в 1746 году, и получил медицинское образование. Он служил вместе с Бернардо де Гальвесом в военной кампании Испании в Алжире в 1770-х годах, и благодаря этому знакомству перешёл на работу в испанское министерство по делам колоний, где главным образом занимался финансовым планированием. В 1780 году его направили разобраться с испанской администрацией в Гаване на Кубе, с попутной задачей, вновь в сотрудничестве  с Гальвесом, вывести Флориду из-под британского контроля. Когда корабль, доставивший его в Карибское море, был захвачен британцами, Сааведра выдал себя за торговца, и ему было разрешено свободное передвижение по Ямайке (британцы не знали, что всего двумя годами ранее он принимал участие в планировании будущего испанского вторжение на остров). Он воспользовался возможностью, чтобы разузнать все детали о портах, обороне Ямайки и т. д. Вдумчивый и дальновидный человек, он записал в своем дневнике в 1780 году:
О чём сейчас совершенно не думают, и на чём должно сосредоточиться всё внимание политики — тот великий переворот, который североамериканская революция со временем произведёт в человечестве.

## Сааведра в Йорктауне
В январе 1781 года он был окончательно освобождён англичанами и начал работу в Гаване. Сообщив свои первые рекомендации по административным изменениям, в течение следующих нескольких месяцев он помогал организовывать и фактически принимал участие в успешной осаде Гальвесом Пенсаколы, ключевой британской базы во Флориде. По возвращении он обнаружил, что его рекомендации были приняты правительством Испании, а ключевые должностные лица были заменены. В июле по просьбе министра (Хосе де Гальвеса, дяди Бернардо) Сааведра, который свободно говорил и писал по-французски, встретился во французской колонии Сан-Доминго с адмиралом де Грассом, чтобы обсудить наилучший способ использования большого французского флота, приведённого де Грассом через Атлантику. Они согласовали план на следующий год, известный как «Конвенция де Грасса-Сааведры». Первым приоритетом была помощь французским и американским войскам в Соединенных Штатах, предпочтительно путем нападения на британские силы под командованием лорда Корнуоллиса в Вирджинии. Далее шло восстановление контроля над Карибскими островами, захваченными англичанами. Конечной целью плана был захват Ямайки, на тот день самого богатого британского владения в Вест-Индии. Для финансирования первого этапа Сааведра получил в соседнем Сан-Доминго 100 тыс. песо из испанской казны. Испанцы планировали отправить эти деньги через Веракрус с шахт в Мексике для финансирования французов и североамериканцев. Однако корабли не прибыли. Обнаружив, что основная часть правительственных денег была отправлена из Гаваны в Испанию, он обратился к кубинским гражданам, которые в считанные часы собрали ещё 500 тыс. песо.

## Дальнейшая карьера

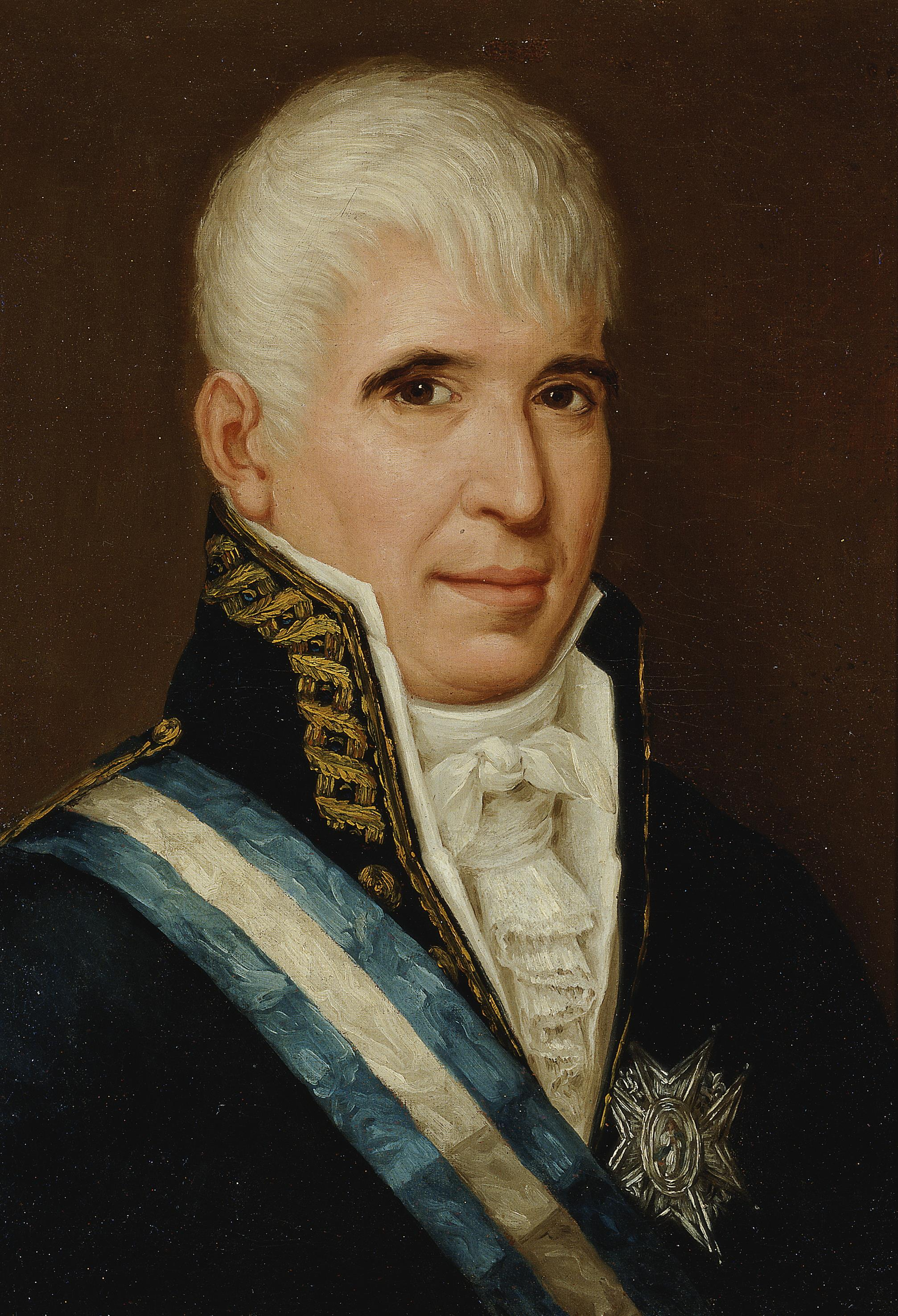
Франсиско Сааведра (музей Прадо).

В течение следующих нескольких месяцев, пока де Грасс реализовывал их план, Сааведра тщательно готовился к вторжению на Ямайку. Поражение французского флота в сражении у острова Всех Святых в апреле 1782 года было серьёзной неудачей, но приготовления продолжались. Однако к концу 1782 года испанское правительство решило отказаться от весьма дорогостоящего проекта. С 1783 по 1788 год Сааведра был интендантом Каракаса, после чего вернулся в Испанию и стал сначала членом Высшего военного совета, затем в 1797 году министром финансов, а в следующем году — премьер-министром. Однако его здоровье ухудшалось, поэтому вскоре после этого он удалился в Андалусию, чтобы вернуться на службу в 1810 году, когда французские войска Наполеона вторглись в Испанию. Он умер 25 ноября 1819 года.